# Descartes Finance AG
Descartes Finance mit Sitz in Zürich ist eine digitale und Finma-lizenzierte Schweizer WealthTech-Firma. Das Tätigkeitsgebiet liegt in der digitalen Anlageberatung (B2C) und in der Bereitstellung von Software-as-a-Service (B2B).

## Robo-Advisor
Über die digitale App von Descartes Finance erhalten Privatkunden Zugang zu automatisierten Finanzplanungs- und Anlagedienstleistungen. Die zugrunde liegenden Anlageprodukte stammen von renommierten Fondsanbietern wie Swisscanto oder iShares von BlackRock. Laut dem Schweizer Wirtschaftsmagazin Bilanz zählt Descartes seit 2023 zu den drei besten Vermögensverwaltern der Schweiz. 2025 wurde das Unternehmen zudem in London von WealthBriefing für die beste PR- und Marketingstrategie Europas ausgezeichnet. Im selben Jahr kürte finanzen.ch Descartes ausserdem zum besten Robo-Advisor mit Beratung.

## Embedded Finance
Als Plattformanbieter lizenziert Descartes Banking-as-a-Service mit den Schwerpunkten Vermögensverwaltung und Altersvorsorge aus. Über die Cloud-Plattform können Banken und Versicherungen digitale Finanzdienstleistungen via API beziehen und produzieren oder bestehende End-to-End-Lösungen nutzen. Ein wichtiger Netzwerkpartner ist die Lienhardt & Partner Privatbank Zürich und ihre Stiftungen. Descartes wurde im Rahmen der WealthBriefing Awards für unabhängige Schweizer Vermögensverwalter mehrfach ausgezeichnet, so in den Kategorien «CRM Solutions» (2024) und «Growth Strategy» (2025).

## Kunden
Zu den Plattformkunden, die ihre Anlage- bzw. Vorsorgelösungen über Descartes Finance beziehen, zählen die grösste Schweizer Neobank Yuh SA, die Glarner Regionalbank und die Investas AG.

## Aktionäre
Das Aktionariat besteht hauptsächlich aus Schweizer Unternehmern. Bekannte Investoren sind Adriano B. Lucatelli, Jobst Wagner und Spicehaus Partners AG.